# August Miete
August Wilhelm Miete (Westerkappeln, 1º novembre 1908 – Osnabrück, 9 agosto 1987) è stato un funzionario tedesco delle SS naziste. Operò nei centri per l'eutanasia di Grafeneck e Hadamar, e poi nel campo di sterminio di Treblinka. Miete fu arrestato nel 1960 e processato per aver partecipato all'omicidio di massa di almeno 300 000 persone, nel 1965 fu dichiarato colpevole e condannato all'ergastolo.

## Biografia
Miete nacque nel 1908 a Westerkappeln, figlio di un mugnaio e di una contadina. Completò la scuola elementare prima che suo padre morisse nel 1921. Insieme a suo fratello lavorò nella fattoria di famiglia e nel mulino. In seguito, si sposò ed ebbe tre figli.

### Carriera
All'inizio del 1940, si unì al partito nazista e fu coinvolto nel programma di eutanasia T-4. A Münster accettò l'offerta di lavorare nella fattoria collegata al centro di sterminio di Grafeneck, nel periodo da maggio 1940 a ottobre 1941. Miete fu coinvolto nel processo di uccisione presso il centro di Hadamar, dove lavorò come fuochista: con questa mansione fu addetto a rimuovere i cadaveri dalle camere a gas, togliere i denti d'oro dai cadaveri, bruciare i corpi e svolgere altri compiti alle camere a gas e ai forni crematori. Alla fine di giugno 1942 fu trasferito nella Polonia occupata per prendere parte all'operazione Reinhard a Treblinka.
A Treblinka, Miete si fece notare per la sua crudeltà, tanto da essere soprannominato dai prigionieri "l'angelo della morte". Miete era responsabile della finta infermeria conosciuta come Lazaret, una piccola caserma circondata da un recinto di filo spinato dove i prigionieri malati, anziani e "difficili" venivano portati direttamente dai trasporti appena arrivati: la stessa sorte fu riservata anche ai figli delle donne malate e ai bambini che arrivarono da soli. Furono fucilati a bruciapelo sul bordo di un fossato profondo sette metri. Miete eseguì la maggior parte di questi omicidi con le proprie mani, aiutato dal suo subordinato Willi Mentz soprannominato Frankenstein dai detenuti, che da solo uccise migliaia di persone, così come Max Möller, l'Amerikaner. Vestito da medico, Miete "curava ciascuno con una sola pillola".
Miete supervisionò la vicina piazza di "selezione" per i lavori forzati nel campo. Fu sua abitudine girare nel campo per controllare i prigionieri ebrei: coloro che ritenne troppo malati o deboli per lavorare al ritmo richiesto furono portati dall'area di selezione al Lazaret. Miete metteva ogni uomo vicino a una fossa dove ardeva costantemente un fuoco, puntava con calma la sua pistola e quindi sparava. A volte ordinò alla vittima di spogliarsi.
Miete avrebbe anche perquisito i prigionieri e nel caso avesse trovato denaro, cibo o qualsiasi altra cosa in loro possesso, li avrebbe picchiati brutalmente prima di portarli al Lazaret. Negli eventi in cui non trovò nulla di incriminante, avrebbe comunque inventato un motivo per picchiare il prigioniero per poi portarlo al Lazaret. Miete visitò anche la caserma e la stanza d'ospedale dei prigionieri, da dove rimosse i malati e li uccise.
Miete così descrisse le proprie azioni durante la testimonianza al processo: 
Miete cercò anche altre vittime in altre zone del campo da portare al Lazaret e poi fucilare: ad esempio, le vittime che Kurt Franz ferì con il suo fucile da caccia o con i guantoni da boxe, i prigionieri frustati per vari "crimini" o per altri motivi. Miete decise che questi prigionieri furono troppo indeboliti dai colpi subiti e non più idonei al lavoro e che quindi dovevano essere fucilati.
Dopo la chiusura del campo di Treblinka nel novembre 1943, Miete fu inviato a Trieste nella cosiddetta zona d'operazioni del Litorale adriatico insieme ad altro personale dell'Operazione Reinhard.

## Processo e condanna
Dopo la guerra, Miete cadde in prigionia americana, ma fu presto rilasciato. Da allora in poi, Miete ha lavorato nell'azienda agricola della famiglia fino al 1950, e poi come amministratore delegato dell'Associazione Risparmi e Prestiti di Lotte. Fu nuovamente arrestato il 27 maggio 1960 e trattenuto in custodia cautelare a Düsseldorf. Il 3 settembre 1965, al primo dei due processi di Treblinka, fu dichiarato colpevole di aver partecipato all'omicidio di massa di almeno 300.000 persone e di almeno nove persone che gli furono mostrate in dettaglio. Fu condannato all'ergastolo; Il 27 febbraio 1985 fu rilasciato con la condizionale dal carcere e si ritirò vicino a Osnabrück, nella sua casa tirolese acquistata con il bottino accumulato a Treblinka.